# Intimo & Vivo (álbum de Bravo)
Intimo & Vivo es el nombre del primer álbum en vivo del grupo Bravo(1989). Con motivo del 20 aniversario como banda, decidieron dar un recital y plasmarlo en esta placa, para que sus fanes pudieran guardar esta maravillosa noche.

## Lista de canciones
| Intimo & Vivo |                                                         |                                              |          |  |
| N.º           | Título                                                  | Escritor(es)                                 | Duración |  |
| 1.            | «Desierto sin amor»                                     | Carlos Alfredo Elías                         | 4:36     |  |
| 2.            | «LLevenme a casa»                                       | Carlos Alfredo Elías                         | 4:51     |  |
| 3.            | «Ojos de miel»                                          | Carlos Alfredo Elías                         | 4:04     |  |
| 4.            | «Real»                                                  | Carlos Alfredo Elías, E. Nuñez               | 3:17     |  |
| 5.            | «Ángel (Over and over again) - Intro»                   | Robby Valentine                              | 1:44     |  |
| 6.            | «Que es de tu amor?»                                    | Carlos Alfredo Elías                         | 2:27     |  |
| 7.            | «Cuestión de intimidad»                                 | Carlos Alfredo Elías                         | 4:26     |  |
| 8.            | «No llores por mi Argentina»                            | Charly García                                | 3:33     |  |
| 9.            | «Te recuerdo»                                           | Carlos Alfredo Elías                         | 4:12     |  |
| 10.           | «Sacrificio»                                            | Carlos Alfredo Elías, E. Deross, A. Einstein | 5:12     |  |
| 11.           | «Mientras dormías»                                      | Carlos Alfredo Elías, A. Einstein            | 5:37     |  |
| 12.           | «Una larga historia de amor (Una lunga storia d'amore)» | Gino Paoli                                   | 3:51     |  |
| 13.           | «Menta y limón»                                         | Roque Narvaja                                | 3:46     |  |
| 51:30         |                                                         |                                              |          |  |